# Janet Young (tennisspeelster)
Janet Young (Melbourne, 22 oktober 1951) is een voormalig tennisspeelster uit Australië.

## Loopbaan
In 1973 en 1974 speelde Young zes partijen voor Australië op de Fed Cup, die ze alle zes won.
Tussen 1969 en 1977 speelde Young op alle grandslamtoernooien, waarbij ze bij het dubbelspel vijfmaal de halve finale bereikte. Haar succesvolste jaar was 1973, toen ze op drie grandslamtoernooien de halve finale bereikte, en ook vijf WTA-toernooien op haar naam schreef, samen met negen verloren finales, merendeels samen met dubbelspelpartner Evonne Goolagong.
Tussen 2008 en 2016 was Young bestuurslid van de Australische tennisbond.

## Palmares

### WTA-finaleplaatsen enkelspel
| nr.              | finale     | toernooi     | ondergrond | tegenstandster   | score    |
| ---------------- | ---------- | ------------ | ---------- | ---------------- | -------- |
| gewonnen finales |            |              |            |                  |          |
| 1.               | 1973-11-25 | WTA Adelaide | gras       | Dianne Fromholtz | 7-5, 6-1 |
| 2.               | 1973-12-08 | WTA Brisbane | gras       | Kazuko Sawamatsu | 6-1, 6-4 |
| verloren finales |            |              |            |                  |          |
| geen             |            |              |            |                  |          |

### WTA-finaleplaatsen vrouwendubbelspel
| nr.              | finale     | toernooi             | ondergrond | partner             | tegenstandsters                   | score         |
| ---------------- | ---------- | -------------------- | ---------- | ------------------- | --------------------------------- | ------------- |
| gewonnen finales |            |                      |            |                     |                                   |               |
| 1.               | 1971-12-19 | WTA Brisbane         | gravel     | Evonne Goolagong    | Barbara Hawcroft Wendy Turnbull   | 6-2, 6-1      |
| 2.               | 1972-11-26 | WTA Melbourne        | gravel     | Evonne Goolagong    | Patricia Coleman Sally Irvine     | 2-6, 6-4, 6-3 |
| 3.               | 1972-12-17 | WTA Adelaide         | gras       | Jevgenia Birjoekova | Evonne Goolagong Helen Gourlay    | 6-3, 6-2      |
| 4.               | 1973-01-14 | WTA Auckland         | gras       | Evonne Goolagong    | Patricia Coleman Marilyn Tesch    | 6-1, 6-3      |
| 5.               | 1973-03-11 | WTA Dallas           | tapijt (i) | Evonne Goolagong    | Gail Chanfreau Virginia Wade      | 6-3, 6-2      |
| 6.               | 1973-05-19 | WTA Lee-on-Solent    | gravel     | Evonne Goolagong    | Jackie Fayter Peggy Michel        | 6-1, 6-2      |
| 7.               | 1973-09-16 | WTA Charlotte        | gravel     | Evonne Goolagong    | Ilana Kloss Martina Navrátilová   | 6-2, 6-0      |
| 8.               | 1973-11-25 | WTA Adelaide         | gras       | Janet Fallis        | Jenny Dimond Dianne Fromholtz     | 7-6, 6-3      |
| 9.               | 1974-01-13 | WTA Auckland         | gras       | Evonne Goolagong    | Peggy Michel Wendy Turnbull       | 7-6, 6-1      |
| verloren finales |            |                      |            |                     |                                   |               |
| 1.               | 1971-12-12 | WTA Brisbane         | gras       | Evonne Goolagong    | Helen Gourlay Kerry Harris        | 7-5, 5-7, 4-6 |
| 2.               | 1972-02-06 | WTA Perth            | gras       | Olga Morozova       | Evonne Goolagong Barbara Hawcroft | 6-3, 4-6, 3-6 |
| 3.               | 1973-03-04 | WTA Fort Lauderdale  | gravel     | Evonne Goolagong    | Gail Chanfreau Virginia Wade      | 6-4, 3-6, 2-6 |
| 4.               | 1973-03-18 | WTA Boston           | tapijt (i) | Evonne Goolagong    | Marina Krosjina Olga Morozova     | 2-6, 4-6      |
| 5.               | 1973-04-22 | WTA Saint Petersburg | gravel     | Evonne Goolagong    | Chris Evert Jeanne Evert          | 2-6, 6-7      |
| 6.               | 1973-05-12 | WTA Bournemouth      | gravel     | Evonne Goolagong    | Patricia Coleman Wendy Turnbull   | 5-7, 5-7      |
| 7.               | 1973-07-15 | WTA Düsseldorf       | gravel     | Evonne Goolagong    | Helga Masthoff Heide Orth         | gedeeld       |
| 8.               | 1973-07-22 | WTA Kitzbühel        | gravel     | Evonne Goolagong    | Aleksandra Ivanova Olga Morozova  | 6-2, 4-6, 2-6 |
| 9.               | 1973-08-12 | WTA Cincinnati       | gravel     | Evonne Goolagong    | Ilana Kloss Patricia Pretorius    | 6-7, 6-3, 2-6 |
| 10.              | 1973-12-02 | WTA Sydney           | gravel     | Peggy Michel        | Jill Emmerson Jan O'Neill         | 6-7, 6-4, 6-7 |
| 11.              | 1973-12-16 | WTA Perth            | gras       | Margaret Court      | Evonne Goolagong Peggy Michel     | forfait       |
| 12.              | 1974-10-13 | WTA Japan (Tokio)    | tapijt (i) | Kimiyo Yagahara     | Ann Kiyomura Kazuko Sawamatsu     | 6-4, 4-6, 0-6 |
| 13.              | 1975-12-07 | WTA Adelaide         | gras       | Kym Ruddell         | Sue Barker Michelle Tyler         | 5-7, 3-6      |

## Resultaten grandslamtoernooien
| Legenda | Legenda                          |
| ------- | -------------------------------- |
| g.t.    | geen toernooi gehouden           |
| l.c.    | lagere categorie                 |
| –       | niet deelgenomen                 |
| G       | uitgeschakeld in de groepsfase   |
| 1R      | uitgeschakeld in de eerste ronde |
| 2R      | uitgeschakeld in de tweede ronde |
| 3R      | uitgeschakeld in de derde ronde  |
| 4R      | uitgeschakeld in de vierde ronde |
| KF      | uitgeschakeld in de kwartfinale  |
| HF      | uitgeschakeld in de halve finale |
| F       | de finale verloren               |
| W       | het toernooi gewonnen            |
| w-v     | winst/verlies-balans             |

### Enkelspel
| toernooi        | 1968 | 1969 | 1970 | 1971 | 1972 | 1973 | 1974 | 1975 | 1976 | 1977 | 1977 |
| --------------- | ---- | ---- | ---- | ---- | ---- | ---- | ---- | ---- | ---- | ---- | ---- |
| Australian Open | 1R   | 2R   | 3R   | 1R   | 2R   | 2R   | 3R   | –    | 2R   | 2R   | –    |
| Roland Garros   | –    | 1R   | –    | –    | –    | 2R   | –    | –    | –    | –    | –    |
| Wimbledon       | –    | 1R   | –    | –    | –    | 4R   | 3R   | 1R   | –    | –    | –    |
| US Open         | –    | 2R   | –    | –    | –    | 2R   | 2R   | –    | –    | –    | –    |

### Vrouwendubbelspel
| Australian Open | –  | KF | 1R | HF | HF | –  | HF | – |
| Roland Garros   | 2R | –  | –  | 2R | –  | –  | –  | – |
| Wimbledon       | 2R | –  | –  | HF | 1R | 1R | –  | – |
| US Open         | 2R | –  | –  | HF | 1R | –  | –  | – |